# Trochosa canapii
Trochosa canapii là một loài nhện trong họ Lycosidae.
Loài này thuộc chi Trochosa. Trochosa canapii được Alberto Barrion & James A. Litsinger miêu tả năm 1995.